# Liste des villes jumelées de Hongrie
 (décembre 2016).
Si vous disposez d'ouvrages ou d'articles de référence ou si vous connaissez des sites web de qualité traitant du thème abordé ici, merci de compléter l'article en donnant les références utiles à sa vérifiabilité et en les liant à la section « Notes et références ».

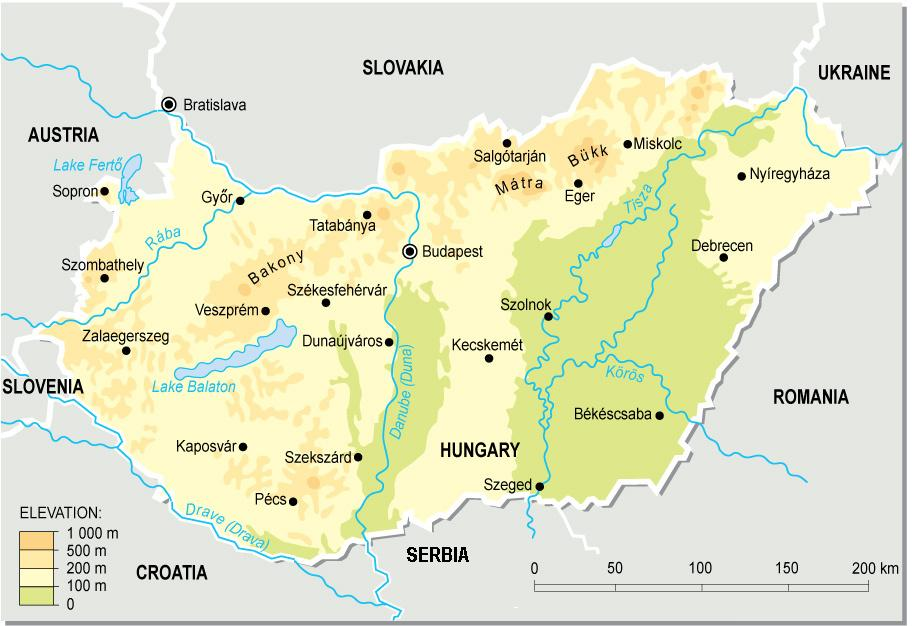
Carte de la Hongrie.

Ceci est une liste des villes jumelées de Hongrie ayant des liens permanents avec des communautés locales dans d'autres pays. Dans la plupart des cas, en particulier quand elle officialisée par le gouvernement local, l'association est connue comme « jumelage » (même si d'autres termes, tels que « villes partenaires », Sister Cities ou « municipalités de l'amitié » sont parfois utilisés). La plupart des endroits sont des villes, mais cette liste comprend aussi des villages, des districts, comtés, etc., avec des liens similaires.
- Haut – A
- B
- C
- D
- E
- F
- G
- H
- I
- J
- K
- L
- M
- N
- O
- P
- Q
- R
- S
- T
- U
- V
- W
- X
- Y
- Z

## B

### Budapest[1]
| - Berlin, Allemagne - Fort Worth (Texas), États-Unis(1990) - Francfort, Allemagne - Bucarest, Roumanie | - Lisbonne, Portugal - New York, États-Unis - Sarajevo, Bosnie-Herzégovine(1995) | - Tel Aviv, Israël[source insuffisante] - Vienne, Autriche - Florence, Italie - Lviv, Ukraine |

## G

### Gyöngyös
- Shusha, Azerbaïdjan[7]

## H

### Hollókő
- Salers_(Cantal), France[8]

## K

### Kőszeg
Kőszeg est membre du Douzelage, une association de jumelage de 23 villes à travers l'Union européenne. Ce jumelage actif a commencé en 1991 et il y a des événements réguliers, comme un marché de produits de chacun des autres pays et des festivals,.
| - Altea, Espagne - Bad Kötzting, Allemagne - Bellagio, Italie - Bundoran, République d’Irlande - Chojna, Pologne - Granville, France - Holstebro, Danemark - Houffalize, Belgique | - Judenburg, Autriche - Karkkila, Finlande - Marsaskala, Malte - Meerssen, Pays-Bas - Niederanven, Luxembourg - Oxelösund, Suède - Prienai, Lituanie | - Preveza, Grèce - Sesimbra, Portugal - Sherborne, Angleterre - Sigulda, Lettonie - Sušice, République tchèque - Türi, Estonie - Zvolen / Zólyom, Slovaquie |

## M

### Miskolc
- Košice / Kassa, Slovaquie[11]

## P

### Pécs
- Grenoble, France[12]

Villes partenaires
- Cracovie en Pologne[13]

## S

### Siófok
- Oulu, Finlande[14]

## Sources
- (en) Cet article est partiellement ou en totalité issu de l’article de Wikipédia en anglais intitulé « List of twin towns and sister cities in Hungary » (voir la liste des auteurs).